# Presente (gramática)
El tiempo presente es el tiempo (es decir, la forma del verbo) que puede usarse para expresar:
- una acción en el presente
- un estado de ser
- una ocurrencia en el (mismo) futuro cercano
- una acción que ocurrió en el pasado y continúa hasta el presente
- una frase que dice mira hacia el presente y el futuro y nunca para el pasado

Hay dos tipos comunes de tiempos presentes que se encuentran en la mayoría de idiomas indoeuropeos: el presente indicativo (combinación del tiempo presente y el modo indicativo) y el presente subjuntivo (combinación del presente y el modo subjuntivo). En resumen, el presente es una acción que se presenta en un tiempo determinado.

## Lenguas romances
Las lenguas romances proceden del latín, y en particular del latín vulgar del occidente. Como consecuencia, sus usos y formas son similares.

### El tiempo indicativo del presente en español
El presente en español es un tiempo verbal absoluto de aspecto imperfectivo, porque la acción coexiste con el enunciado y por eso no se refiere exactamente a una acción terminada. Es, frente al pretérito y el futuro, la forma no marcada, y por tanto es inclusiva: puede utilizarse para indicar el pasado o el futuro (si bien se refuerza ese matiz con complementos circunstanciales de tiempo) como se aprecia en sus valores trasladados:
- Presente durativo, que se refiere a un estado de cosas que se mantiene a través del tiempo: "El museo exhibe las obras de Miró".
- Presente gnómico, utilizado en la formulación de refranes y dichos populares: "A quien madruga, Dios le ayuda".
- Presente histórico, usado para referirse a hechos sucedidos en la historia que estrictamente hablando ya son parte del pasado: "El hombre llega a la luna en 1969".
- Presente por futuro, que se refiere al uso del presente en reemplazo del empleo del futuro para expresar situaciones o hechos que aún no ocurren: "Mañana es el cumpleaños de Pepe".
- Presente por imperativo, con el que nos encontramos al usar el presente en vez de los tiempos propiamente imperativos de la lengua castellana: "Te callas".
- Presente en prótasis condicional: "Si lo ves, dile que me llame".

Lo que sigue es un ejemplo de la conjugación del tiempo presente en español.
|                         | hablar   | comer   | insistir   |
| ----------------------- | -------- | ------- | ---------- |
| yo                      | hablo    | como    | insisto    |
| tú                      | hablas   | comes   | insistes   |
| vos                     | hablás   | comés   | insistís   |
| él / ella / usted       | habla    | come    | insiste    |
| nosotros / nosotras     | hablamos | comemos | insistimos |
| vosotros / vosotras     | habláis  | coméis  | insistís   |
| ellos / ellas / ustedes | hablan   | comen   | insisten   |

### El tiempo del indicativo del presente en francés
Debajo hay un ejemplo de conjugación presente de tiempo en francés.
|            | parler  | prendre  | finir     | partir  |
| ---------- | ------- | -------- | --------- | ------- |
| je         | parle   | prends   | finis     | pars    |
| tu         | parles  | prends   | finis     | pars    |
| il/elle/on | parle   | prend    | finit     | part    |
| nous       | parlons | prenons  | finissons | partons |
| vous       | parlez  | prenez   | finissez  | partez  |
| ils/elles  | parlent | prennent | finissent | partent |

Para expresar (y enfatizar) el presente continuo, se pueden emplear expresiones tales como en train de o en cours de («en medio de»). Por ejemplo, «Jean est en train de manger» se puede traducir como «Juan está comiendo» o «Juan está en medio de la comida», y «On est en train de chercher un nouvel appartement» se puede traducir como «Estamos buscando un apartamento nuevo» o «estamos en el proceso de encontrar un apartamento nuevo».

### El presente de indicativo en italiano
Lo que sigue es un ejemplo de conjugación del presente de indicativo en italiano.
|                   | guardare  | credere  | partire  | finire    |
| ----------------- | --------- | -------- | -------- | --------- |
| io                | guardo    | credo    | parto    | finisco   |
| tu                | guardi    | credi    | parti    | finisci   |
| lui/lei/egli/ella | guarda    | crede    | parte    | finisce   |
| noi               | guardiamo | crediamo | partiamo | finiamo   |
| voi               | guardate  | credete  | partite  | finite    |
| loro              | guardano  | credono  | partono  | finiscono |

### El presente de indicativo en portugués
En los verbos regulares portugueses, el tiempo presente se conjuga como sigue:
|                 | acabar   | comer   | partir   |
| --------------- | -------- | ------- | -------- |
| eu              | acabo    | como    | parto    |
| tu              | acabas   | comes   | partes   |
| ele/ela/você    | acaba    | come    | parte    |
| nós             | acabamos | comemos | partimos |
| vós             | acabáis  | comeis  | partis   |
| eles/elas/vocês | acabam   | comem   | partem   |

## Idiomas germánicos

### Inglés
El inglés, como otros idiomas germánicos, tiene dos tiempos: pasado y no pasado. Estos tiempos tienen varios aspectos. En inglés hay varias formas de referirse al tiempo presente:
- El present simple, que se usa para describir hábitos y/o rutinas. (I eat breakfast every morning at 6:30. (Desayuno todas las mañanas a las 6:30.); I go to work every day (Voy a trabajar todos los días.), y hechos generales o la verdad The Earth revolves around the Sun. (La Tierra gira en torno al Sol.); también se usa para pensamientos y sentimientos actuales en el momento del acto de habla. (Ejemplo: I think so. (Creo que sí.); I like it. (Me gusta.)
- Present continuous,[1] se usa para describir acciones en el presente que están en proceso durante el momento del habla, es decir que presenta un aspecto progresivo por tratarse de estados de cosas y acciones "en progreso".
- Present perfect,[1] se usa para reflejar que en el momento del habla ciertas acciones o estados de cosas ya se encuentran finalizadas o concluidas (por esa razón a veces se usa para hablar de cosas que se iniciaron en el pasado pero que en el momento actual se encuentran finalizadas, de ahí lo que se considera "presente" es su estado de concluidas).
- Present perfect continuous,[1] se usa para indicar algo concluido pero que durante un número de instantes del pasado se encontraba en "progreso" combinando los valores aspectuales de los dos tiempos anteriores.

Así mismo, al ser defectivos, los verbos modales también pueden expresar el tiempo presente.

### El presente de indicativo en alemán
En alemán, el presente de indicativo no se usa igual que en inglés. El presente es una construcción simple. No hay equivalente cercano con el presente continuo inglés.
Aquí hay un ejemplo de conjugación en alemán:
|           | gehen | sprechen | finden  | laufen |
| --------- | ----- | -------- | ------- | ------ |
| ich       | gehe  | spreche  | finde   | laufe  |
| du        | gehst | sprichst | findest | läufst |
| er/sie/es | geht  | spricht  | findet  | läuft  |
| wir       | gehen | sprechen | finden  | laufen |
| ihr       | geht  | sprecht  | findet  | lauft  |
| sie       | gehen | sprechen | finden  | laufen |

## Idiomas eslavos

### El presente de indicativo en búlgaro
En búlgaro, el presente de indicativo de los verbos imperfectos se usa de modo muy semejante al inglés. También se puede usar como presente progresivo. Debajo hay un ejemplo de la conjugación en búlgaro:
|             | писати* | говорити* | искати* | отваряти* |
| ----------- | ------- | --------- | ------- | --------- |
| аз          | пиша    | говоря    | искам   | отварям   |
| ти          | пишеш   | говориш   | искаш   | отваряш   |
| той, тя, то | пише    | говори    | иска    | отваря    |
| ние         | пишем   | говорим   | искаме  | отваряме  |
| вие         | пишете  | говорите  | искате  | отваряте  |
| те          | пишат   | говорят   | искат   | отварят   |

- Archaic, ningún infinitivo en la lengua viva.

## Idiomas finoúgricos

### El presente de indicativo en finés
En finés, los pronombres tienen su final en el verbo. Estos verbos se pueden usar sin el pronombre (deduzca excepción él/ella=hän).
|         | olla   | laskea   | antaa   | katsoa   | vapista   |
| ------- | ------ | -------- | ------- | -------- | --------- |
| minä    | olen   | lasken   | annan   | katson   | vapisen   |
| sinä    | olet   | lasket   | annat   | katsot   | vapiset   |
| hän, se | on     | laskee   | antaa   | katsoo   | vapisee   |
| me      | olemme | laskemme | annamme | katsomme | vapisemme |
| te      | olette | laskette | annatte | katsotte | vapisette |
| he, ne  | ovat   | laskevat | antavat | katsovat | vapisevat |

## Idiomas altaicos

### El presente de indicativo en turco
En turco, la conjugación verbal cambia según la armonía vocálica. El sufijo de presente es "r".
|       | terminación             | kal-mak    | sev-mek    | bul-mak    | gör-mek    |
| ----- | ----------------------- | ---------- | ---------- | ---------- | ---------- |
| Ben   | ım/im/um/üm             | kalırım    | severim    | bulurum    | görürüm    |
| Sen   | sın/sin/sun/sün         | kalırsın   | seversin   | bulursun   | görürsün   |
| O     |                         | kalır      | sever      | bulur      | görür      |
| Biz   | ız/iz/uz/üz             | kalırız    | severiz    | buluruz    | görürüz    |
| Siz   | sınız/siniz/sunuz/sünüz | kalırsınız | seversiniz | bulursunuz | görürsünüz |
| Onlar | lar/ler                 | kalırlar   | severler   | bulurlar   | görürler   |